# Jacobus Johannes Fouché
Jacobus Johannes Fouché, detto Jim (Wepener, 6 giugno 1898 – Città del Capo, 23 settembre 1980), è stato un politico sudafricano, membro del Partito Nazionale, più volte ministro e secondo Presidente Statale del Sudafrica dal 1968 al 1975.

## Biografia
Nato il 6 giugno 1898 a Wepener, nell'allora Stato Libero dell'Orange, diventato poi, dopo la fine della Seconda guerra boera (1902), colonia Britannica e poi nel 1910 provincia dell'Unione Sudafricana, divenne membro del Partito Nazionale, ed eletto membro del Parlamento nel 1941. In seguito Fouchè assunse la carica di amministratore della Provincia dell'Orange, mantenendo tale carica dal 1954 al 1959. In tale anno divenne ministro della Difesa (1959-1966).
Durante il mandato affrontò l'embargo sulla vendita delle armi inflitto dall'ONU al Sudafrica. Inoltre trasformò il paese in un baluardo virtuale dell'apartheid bianco in mezzo ad un continente le cui indipendenze nazionali rendevano il Sudafrica accerchiato da Stati neri: infatti nel 1962, temendo un attacco di un fantomatico "esercito nero di liberazione" che aveva le sue basi nelle nazioni africane che circondavano il Sudafrica, Fouchè diede inizio alla più grande corsa agli armamenti che il paese abbia mai conosciuto in tempo di pace, mettendo in guardia i paesi vicini.
Nel 1966 gli succedette al ministero della Difesa Pieter Willem Botha, mentre lui divenne Ministro dell'Agricoltura dal 1966 al 1968.
Chiamato Oom Jim (zio Jim), nonostante fosse ridimensionato dalla perdita dell'importante dicastero della Difesa, egli continuò ad esercitare un'influenza considerevole fra i bianchi sudafricani fino all'elezione alla carica meramente onorifica di Presidente della Repubblica, avvenuta il 10 aprile 1968, succedendo a Jozua François Naudé, ma prendendo il posto di Theophilus Ebenhaezer Dönges, deceduto prima di assumere effettivamente la carica.
Egli tenne la carica dal 1968 al 1975, rimanendo l'unico Presidente del Sudafrica ad aver completato il suo settennato. Il 10 aprile 1975 gli succedette Nico Diederichs. Sposato con Letta McDonald, la coppia ebbe un figlio. Jim Fouchè morì a Città del Capo il 23 settembre 1980.